# Sonia (película de 1986)
::Existen otras películas con idéntico título original. (Véase Sonia).
Sonia es una película canadiense dirigida por Paule Baillargeon

## Argumento
Una mujer debe cargo de su madre, cuando el alzheimer de ésta impide que pueda valerse por sí misma.

## Reparto
| Actor               | Personaje  |
| ------------------- | ---------- |
| Kim Yaroshevskaya   | Sonia      |
| Paule Baillargeon   | Roxanne    |
| Lothaire Bluteau    | Claude     |
| Paul Buissonneau    | Paul       |
| Michael Rudder      | David      |
| Raymond Cloutier    | Doctor     |
| Marc Messier        | Psiquiatra |
| Blanche Baillargeon |            |
| Frédérique Collin   |            |
| Suzanne Gaulin      |            |
| Louise St-Pierre    |            |
| Guy Thauvette       |            |

- Datos: Q6132205